# Chennai High Speed Circular Transportation Corridors
Der Chennai High Speed Circular Transportation Corridors, abgekürzt Chennai HSCTC, ist ein Verkehrsinfrastruktur-Projekt in der indischen Stadt Chennai, aus dem Jahre 2009. Es besteht aus einem Netz von Schnellstraßen, die für eine Geschwindigkeit von 80 km/h ausgelegt sind. Die Straßen haben neben den Spuren für den Individualverkehr auch Spuren, die für ein Bus-Rapid-Transit-System reserviert sind.
Es sind vier Ringstraßen mit einer Gesamtlänge von 107,8 km vorgesehen, wobei der 15,8 km lange Adyar Corridor allen vier Ringstraßen gemeinsam ist. Der Adyar Corridor führt entlang des Südufer des Flusses Adyar und wird eine bessere Verbindung zwischen Anna Salai und dem Westen der Stadt bieten. Neben der Straße sollen auch Gehwege und Parks entlang des Flusses gebaut werden. Er beginnt bei der Thiru-vi-ka Bridge und führt bei der Nandambakkam Bridge vorbei bis zum Chennai Bypass. Die Straße soll sechsspurig gebaut werden mit zwei Spuren in der Mitte, die für das Schnellbussystem reserviert sind.